# (3363) Bowen
(3363) Bowen es un asteroide perteneciente al cinturón de asteroides descubierto el 6 de marzo de 1960 por el equipo del Indiana Asteroid Program desde el Observatorio Goethe Link de Brooklyn, Estados Unidos.

## Designación y nombre
Bowen se designó al principio como 1960 EE.
Más adelante, en 1990, a propuesta de Frank K. Edmonson, fue nombrado en honor del astrónomo estadounidense Ira Sprague Bowen (1898-1973).

## Características orbitales
Bowen orbita a una distancia media de 2,776 ua del Sol, pudiendo acercarse hasta 2,492 ua y alejarse hasta 3,06 ua. Tiene una excentricidad de 0,1023 y una inclinación orbital de 3,329 grados. Emplea 1690 días en completar una órbita alrededor del Sol.

## Características físicas
La magnitud absoluta de Bowen es 12,1 y el periodo de rotación de 3,022 horas. Está asignado al tipo espectral Sq de la clasificación SMASSII.